# Tegentonen
Tegentonen was een Nederlands muziekfestival dat in de jaren tachtig en begin jaren negentig plaatsvond in hoofdzakelijk Paradiso (Amsterdam). In 1985 begon het festival als meerdaags festival in Paradiso, later volgden er ook elders in het land edities. Het festival richtte zich op 'tegendraadse muziek'. De programmering richtte zich voornamelijk op experimentele muziek en noise.

## Algemeen
De volgende bands speelden onder andere op Tegentonen:
SPK, Me & The Heat, Tuxedomoon, Hula, Analecta, Swans, Anna Holmer, Michael Nyman, Meat Beat Manifesto, Half Japanese, In The Nursery, Godflesh, Annette Peacock, Stetsasonic, Fred Frith, Butthole Surfers, Horowitz & Deihim. Vele van deze namen waren destijds onbekend of hadden nog nooit in Europa gespeeld en werden pas later bekende acts of cult-acts.
Er zijn vrij veel opnames gemaakt tijdens de Tegentonen festivals, waaronder die van de Butthole Surfers en Shellac, Edward Ka-Spel, die in veel reviews later besproken werden, onder andere in het boek Our Band Could Be Your Live van Michael Azzerad, of op plaat uitgebracht werden.
De laatste editie vond plaats in 1995. De aandacht van de organisatie verslapte en het evenement bloedde daarmee dood. Na Tegentonen volgden er vergelijkbare initiatieven als )toon)-festival en State-X New Forms, deze laatste wordt nog wel jaarlijks gehouden.
In 2006 echter werd er nog een reprise-festival georganiseerd in Paradiso met onder andere Wooden Wand And The Vanishing Voice, Sir Richard Bishop, Dylan Carlson, Espers en Sunn O))).
Er is tevens een radioprogramma Tegentonen van de VPRO.

## Jaargangen
Hieronder een (onvolledig) overzicht van de edities per jaar:

### 1984
Kiem, Deadly Weapons, Minimal Compact, Michel Banabila, Video-aventures, Hula, Blaine L. Reininger (ex-Tuxedomoon), Nine Tobs, Nasmak, UV Pøp, Ptôse, Urban Sax, Etron Fou Leloublan

### 1985
Genetic Factor, Tuxedomoon, Edward Ka-Spel, Jon Hassell

### 1986
Camberwell Now, Kleg, Last Poets, Michael Nyman, The Klinik, Butthole Surfers, Gore, The Young Gods, Sonic Youth, CHI (Michel Banabila), Motobs, Holy Toy, Richard Jobson, The Shrubs, The Deadpan Tractor, Dave Howard Singers, Peter Hope
Het optreden van Kleg in de Oosterpoort werd afgezegd.
Afficheontwerp: Max Kisman

### 1987
Locatie: Paradiso, Amsterdam
World Domination Enterprises, SPK, Nitzer Ebb, Holger Hiller, FLUX, Culturcide, Andrew Poppy, Sussan Deyhim & Richard Horowitz, Shockheaded Peters, Bad Brains, Nick Cave, Schooly D, Half Japanese, Dave Moss Dense Band, The Band Of Holy Joy, Slab !

### 1988
Zoogz Rift, Daniel Schell & Karo, NoMeansNo, Mute Drivers, Tefarut, Colin Newman, Benjamin Lew & Steven Brown, Killdozer, Big Stick, Cardiacs, Bel Canto, Art Zoyd, State Of War, Fetus Productions, Stetsasonic, Renegade Sound Wave

### 1989
Locaties: Amsterdam, Rotterdam, Eindhoven.
Artiesten onder andere: Sleeping Dogs Wake, Gravlaks (met onder anderen Jaap Blonk, Andre Bach en Mark Tegefoss), Prong, Sigmund Und Sein Freund, L.U.L., Von Magnet, Meat Beat Manifesto, In The Nursery, Fini Tribe

### 1990
DOS (Mike Watt & Kyra), Revenge, Consolidated, Think Tree, Dull Schicksal, Carter the Unstoppable Sex Machine, Holger Czukay, Greater Than One, Godflesh, Art Moulu, MC 900 Feet Jesus, Shamen

### 1991
Terminal Cheesecake, Cop Shoot Cop, Fono & Serafina, Cranes, Simon Fisher Turner, Sheep on Drugs, Caspar Brotzmann Massaker, Pain Teens, Annette Peacock, Mark Springer, Psychic Warriors Ov Gaia, The Orb, The Jackofficers, Surkus, Gagar Radai

### 1992
Dogpile, Slowdive, Mieskuoro Huutajat, De Bezetenen, X-Legged Lady, GOD, Clock DVA, Hoodlum Priest, Kirk Equator, The CakeKitchen, Ulanbator, Eddie 'Flashin' Fowlkes, Geteilte Köpfe, Spiritualized, Foreheads In A Fishtank, Mieskuoro Huutajat, Ted Hayes

### 1993 Rotterdam
Sinew, Mouse on Mars, Barry Adamson

### 1994
Figurehead, Toshinori Kondo, Thinking Fellers Union Local 282, Double Nelson, Barkmarket, Alboth, Sainkho, Sumbur Speciaal, Boredoms, Seefeel, Hex, Sun Electric & Thomas Fehlmann, Neuro Project, DJ Kris Needs

### 1995
MorF, Shellac, Faust, Space Streakings, Analecta, Guv'nor, Brise-Glace, Londense Disco Inferno, Skullflower, Mouse On Mars, Jorge Reyes